# Guro Fjellanger
Guro Fjellanger (Bergen (Noorwegen), 26 januari 1964 - 15 april 2019) was een politica van de Noorse Liberale Partij.

## Biografie
Guro Fjellanger werd geboren in Bergen, maar groeide op in Stokmarknes. Ze werd geboren met spina bifida waardoor ze wat moeilijker liep. Ze was opgeleid tot goudsmid. Toen ze verhuisde naar Oslo werd ze op 19-jarige leeftijd actief bij de Jonge Liberalen. Ze werd organisatie-secretaris 1985 - 1986, en van 1986 tot 1988 was zij voorzitter van de Jonge Liberalen. Ze was secretaris-generaal van Nei til EU, de Nee tegen de EU-beweging, een beweging die in 1990 is opgericht om de toetreding van Noorwegen tot de Europese Unie te voorkomen. Ze was vicevoorzitter van de Liberale Partij van 1996 tot 2000 en minister van Milieu in de eerste regering-Bondevik van 1997 tot 2000. Fjellanger was vanaf oktober 2007 gemeenteraadslid van Oslo, en zat in de commissie vervoer en milieu. In de herfst van 2010 werd ze genomineerd als de vierde kandidaat voor de gemeenteraadsverkiezingen in 2011 voor de Liberale Partij in Oslo.
Van januari 2003 tot november 2004 was zij directeur van het Centrum tegen etnische discriminatie. Als minister van Milieu ondertekende zij in 1999 het Kyotoprotocol voor haar regering.

## Gerelateerd onderwerp
- Progressief liberalisme

- Virtual International Authority File: 26149196248874790161